# Muumuu

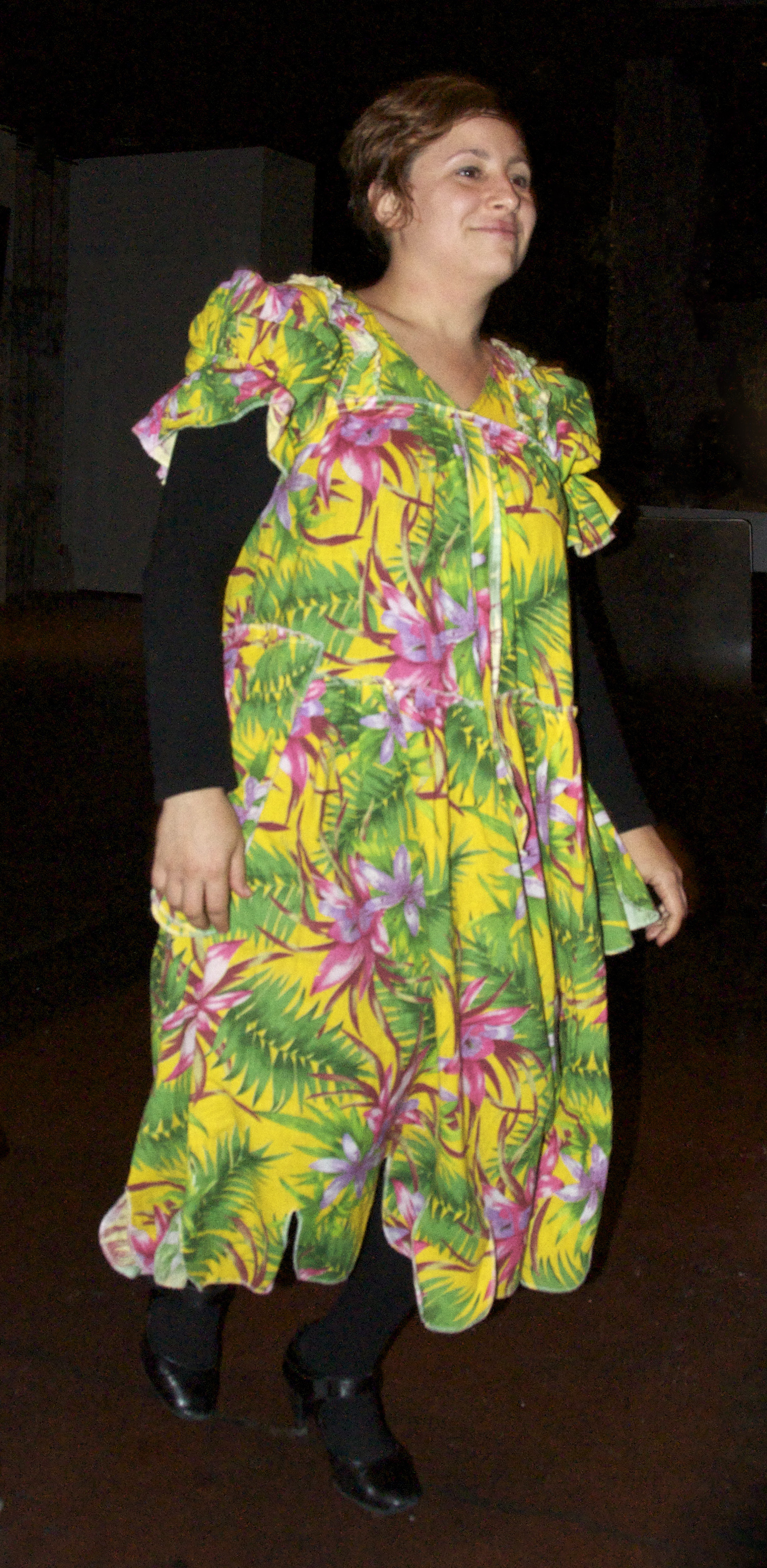
Mujer vestida con un muumuu

Un muumuu es un vestido usado en Hawái. Los colonizadores europeos y norteamericanos que llegaron hasta 1800 pensaban que las mujeres de Hawái estaban muy poco vestidas, por lo que inventaron el muumuu para cubrirlas.